# De la conquista a la Independencia
De la conquista a la Independencia (título completo: De la Conquista a la Independencia; tres siglos de historia cultural latinoamericana) es una obra escrita por el escritor, diplomático, académico, historiador, ensayista y político venezolano Mariano Picón Salas (Venezuela, 1901-1965).  
La obra fue publicada en 1944. En ella Picón Salas transita por cuatro siglos y medio de historia, cubriendo todos los países de América Latina y tratando de conformar una imagen de toda América, inclusive la América anglosajona y su interacción con Latinoamérica. La obra integra una síntesis americana, reflejando la simbiosis de razas y pueblos diversos, incluido el indio y el inmigrante, el Norte y el Sur, el Atlántico y su nexo con Europa y el Pacífico con la promesa de una conexión con Asia. Picón Salas muestra los colores locales e intenta una construcción y relato de los aspectos universales. Picón Salas fundamenta este recorrido entre lo local y lo global, lo particular y lo universal, desde el punto de vista de la tradición latinoamericana.

## Tabla de contenidos
La obra se encuentra estructurada de acuerdo al siguiente esquema:

I. Legado indio.
1. Datos sumarios arqueología.
2. Espíritu indígena. 

II. El impacto inicial.

III. La discusión de la Conquista.
1. Las dos tesis históricas.
2. Psicología de la empresa española.
3. El complejo social de la época. 
4. Valores españoles y valores europeos. 

IV. De lo europeo a lo mestizo. Las primeras formas de transculturación.
1. Las primeras ciudades indianas: Santo Domingo.
2 El problema cultural de la conquista mexicana.
3. Formas renacentistas en el siglo XVI mexicano.
4. Pedagogía de la evangelización. 
5. La historiografía de los misioneros. 
6. Las utopías sociales.
7. Fiestas, teatro y otras formas mestizas. 

V. Entrada en el siglo XVII.
1. La decadencia española en la historia indiana.
2. La sociedad en el siglo XVII. 
3. La inquisición y el espíritu de la contrarreforma.

VI. El barroco de Indias.
1. Complejidad y contradicción del fenómeno barroco. 
2. El barroco en la perspectiva histórica.
3. Barroco literario de Indias.
4. Literatura cortesana y esotérica.
5. Sátira, burla e inconformismo del barroco.
6. El caso de Sor Juana Inés de la Cruz. 

VII. Erudición, temas y libros de la época barroca.
1. El molde escolástico de la cultura colonial.
2. La extrañeza americana. La obra del Padre Acosta.
3. Los libros de la época y su clasificación.

VIII. El humanismo jesuítico del siglo XVIII.
1. El tránsito de la época barroca al siglo XVIII.
2. Poderío y cultura jesuítica.
3. Los jesuitas y la crisis colonial del siglo XVIII.
4. La literatura de emigración jesuítica. Los humanistas mexicanos.
5. Los motivos nativistas en la obra de Rafael Landívar. 
6. Lo neoclásico y el anhelo de una cultura profunda.

IX. Víspera de revolución.
1. Cosmopolitismo e ideales humanos de la época. 
2. El libro de la Naturaleza. El enciclopedismo naturalista.
3. El estudio de la sociedad. Teoría de una nueva educación.
4. La crítica económica.
5. El sueño de la libertad política. El alba de la revolución que viene